# Jody Lawrance
Jody Lawrance (nascida Nona Josephine Goddard; 19 de outubro de 1930 - 10 de julho de 1986) foi uma atriz americana que estrelou muitos filmes de Hollywood durante os anos 1950 até o início dos anos 1960.

## Biografia
Ela nasceu em 19 de outubro de 1930 como Nona Josephine Goddard, ou Josephine Lawrence Goddard (fontes discordam) em Fort Worth, Texas, filha de Ervin Silliman "Doc" e Eleanor Roeck Goddard. Em 1935, o pai de Jody, Doc, casou-se com Grace Mckee (nascida Clara Grace Atchinson). Grace e sua filha adotiva, Norma Jean Baker (Marilyn Monroe) foram morar com a família em Van Nuys, Califórnia, e as duas se tornaram meio-irmãs.
Quando adolescente, Lawrance frequentou a Beverly Hills High School e a Hollywood Professional School, treinando como atriz com Bento Schneider. Em 1946, Lawrance se apresentou como nadador no Larry Crosby Water Show.
Em 1949, ela adotou o nome de tela Jody (abreviação de Josephine) Lawrance (nome de solteira de sua avó materna) para seu primeiro papel como Mary no programa de televisão The Silver Theatre.
Sua primeira grande chance veio em 1949, quando ela assinou um contrato de 7 anos com a Columbia Pictures, ganhando $ 250 por semana. Em 1951, Lawrance fez sua estreia nas telas em Máscara do Vingador, estrelado por John Derek. O Segredo da Família foi seu segundo filme, novamente estrelado por Derek junto com Lee J. Cobb, seguido por Ten Tall Men estrelado por Burt Lancaster, que estreou em outubro de 1951. Como protagonista em três grandes filmes, Jody estava a caminho de se tornar uma Estrela.
Em 1952, ela ganhou o papel principal em O Filho do Dr. Jekyll com Louis Hayward e The Brigand, estrelado por Anthony Dexter. Em 1953, a Columbia pediu a Lawrance para fazer um musical, All Ashore, com Mickey Rooney. Sem ter certeza de sua habilidade de cantar, Lawrance pediu para ser substituída por outro ator que seria mais adequado para o papel. Columbia recusou, e Lawrance relutantemente fez o filme, mas o estúdio classificou Jody como uma encrenqueira, e em 1953 ela foi dispensada de seu contrato.

## Galaria de fotos: Jody e Anthony Dexter em''The Brigand''- 1952.

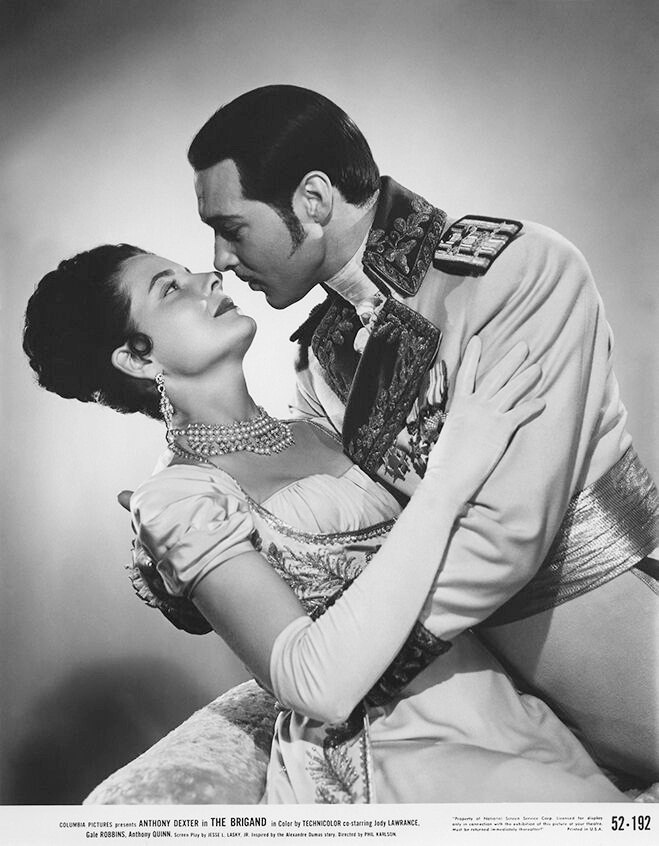
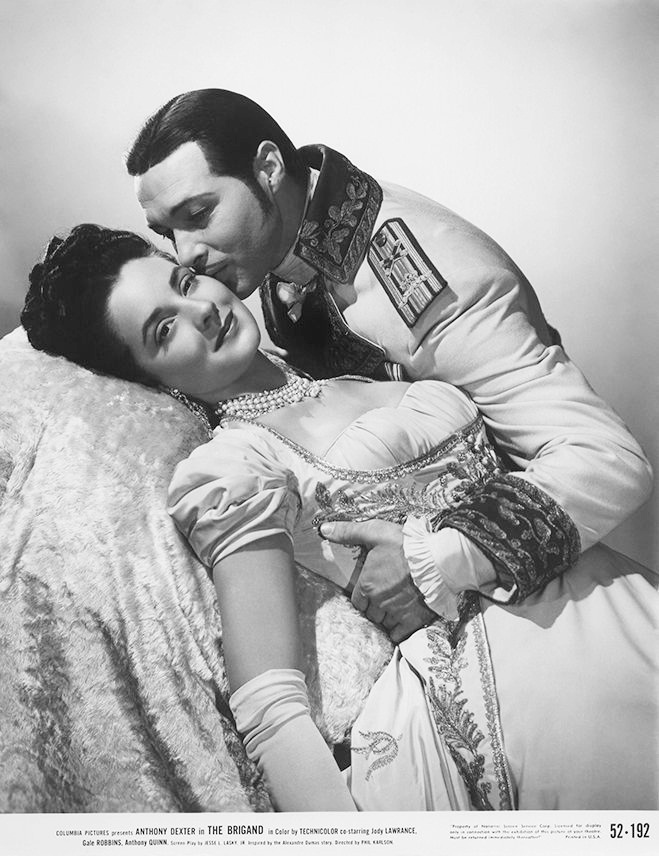
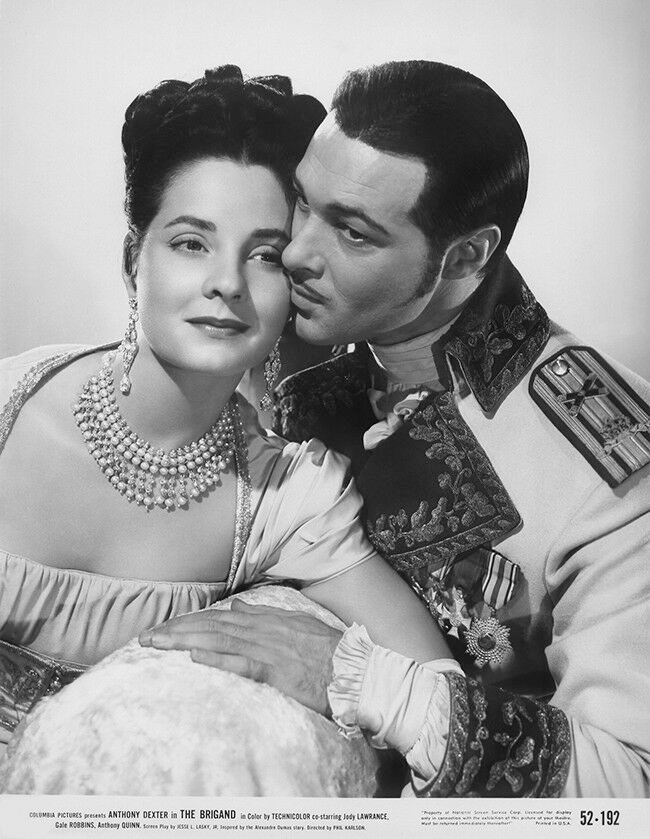
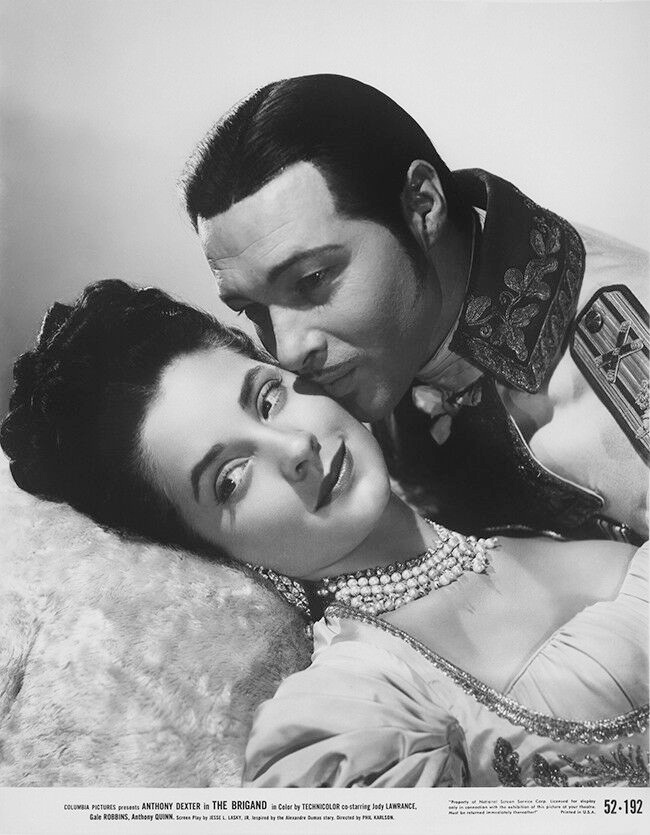

Querendo continuar trabalhando, Lawrance assumiu o papel de Pocahontas no polêmico filme independente Capitão John Smith e Pocahontas, que foi universalmente criticado e foi um fracasso de bilheteria devido ao baixo orçamento do filme e à representação de violência armada na tela. Lawrance, com um orçamento limitado, tingiu o próprio cabelo de preto e sofreu uma horrível reação alérgica, mas perseverou e fez uma de suas performances mais memoráveis. Lawrance mudou seu sobrenome para Lawrence para este filme. Não se sabe se foi por causa de obrigações contratuais ou simplesmente por erro ortográfico.
A carreira de Lawrance e a vida doméstica estavam em uma encruzilhada; ela ainda acreditava que poderia ressuscitar sua carreira mais uma vez, mas Bruce queria que uma esposa e mãe ficasse em casa e criasse sua família. Sem saber ao certo que caminho escolher, em abril de 1958, Lawrance viajou a Las Vegas duas vezes para entrar com o processo, depois mudou de ideia e indeferiu cada reclamação de divórcio.
Ambos citando crueldade emocional, Bruce Tilton foi concedido o divórcio de Lawrance em 26 de março de 1958, e pediu a custódia de sua filha, Victoria, agora com 2 anos de idade.
Lawrance continuou a encontrar trabalho, embora sua vida pessoal estivesse em crise. Ela conseguiu um papel menor ao lado de Shirley MacLaine em The Hot Spell, e um papel principal em um episódio da série de televisão Perry Mason, "Case of the Perjured Parrot".
Em 1959, Lawrance encontrou outro papel secundário no filme mafioso The Purple Gang, estrelado por Barry Sullivan e Robert Blake.
Em 3 de junho de 1960, Lawrance perdeu temporariamente a custódia de Victoria.
Lawrance continuou tentando encontrar trabalho, mas os papéis se tornaram menos frequentes. Isso incluiu trabalhos em programas de televisão como The Loretta Young Show, The Red Skelton Hour e The Rebel. Na primeira temporada da última série, ela apareceu em dois episódios, incluindo o final da temporada, "The Earl of Durango", onde desempenhou um papel fundamental. Seu último filme, Stagecoach to Dancers 'Rock, estrelado por Martin Landau, foi lançado em 1962.
Foi nessa época que Lawrance conheceu e se apaixonou por Robert Wolf Herre. Ao contrário de seus relacionamentos anteriores, ele não foi cegado pelos holofotes de Hollywood. Em vez disso, ele era um ávido homem ao ar livre que apelava para o lado aventureiro de Lawrance. Jogar golfe, acampar e pescar foram uma parte normal da vida juntos por quase 25 anos.
Lawrance e Herre se casaram em 1 de novembro de 1962, em Las Vegas.
Em 16 de maio de 1961, Lawrance deu à luz seu filho, Robert Wolf Herre, Jr. Sua filha Abigail Christian "Chrissy" Herre nasceu em 10 de outubro de 1963.
Fora dos holofotes, Lawrance concentrou suas energias em sua família e nas atividades ao ar livre. Uma ávida jogadora de golfe, a Sra. Herre participou do torneio feminino do Ojai Valley Country Club em 1964.

## Morte
Como Josephine Lawrance Herre, ela morreu aos 55 anos em Ojai em 10 de julho de 1986. Seu enterro foi na Califórnia.

## Filmografia
| Year      | Title                             | Role             | Notes                                      |
| --------- | --------------------------------- | ---------------- | ------------------------------------------ |
| 1949      | The Silver Theater                | Mary             | Episode: "The Guiding Star"                |
| 1951      | Mask of the Avenger               | Maria d'Orsini   |                                            |
| 1951      | The Family Secret                 | Lee Pearson      |                                            |
| 1951      | Ten Tall Men                      | Mahla            |                                            |
| 1951      | The Son of Dr. Jekyll             | Lynn Utterson    |                                            |
| 1952      | The Brigand                       | Princess Teresa  |                                            |
| 1953      | All Ashore                        | Nancy Flynn      |                                            |
| 1953      | Captain John Smith and Pocahontas | Pocahontas       | (as Jody Lawrence)                         |
| 1953-1955 | Fireside Theater                  | Adelina / Artist | 2 episodes                                 |
| 1956      | The Scarlet Hour                  | Kathy Stevens    |                                            |
| 1956      | The Leather Saint                 | Pearl Gorman     |                                            |
| 1957      | The Millionaire                   | Peggy            | Episode: "The Jim Driskill Story"          |
| 1958      | Hot Spell                         | Dora May         |                                            |
| 1958      | Perry Mason                       | Ellen Monteith   | Episode: "The Case of the Perjured Parrot" |
| 1959      | State Trooper                     | Patty Roberts    | Episode: "Let 'Em Eat Smoke"               |
| 1959      | M Squad                           | Rebecca Traxler  | Episode: "Murder in C-Sharp Minor"         |
| 1959      | The Purple Gang                   | Joan MacNamara   |                                            |
| 1960      | Letter to Loretta                 | Miss Vivan       | Episode: "Mrs. Minton"                     |
| 1959-1960 | The Rebel                         | Lorena / Kate    | TV Series                                  |
| 1962      | Stagecoach to Dancers' Rock       | Dr. Ann Thompson |                                            |